# Philotheca verrucosa
Philotheca verrucosa es una especie de arbusto perteneciente a la familia de las rutáceas. Es un endemismo del sudeste de Australia.

## Descripción
Es un pequeño arbusto que alcanza un tamaño de 60 cm de alto, las ramillas glandular-verrugosas, glabras, las hojas sésiles; de 6-15 x 4-7 mm, glabras, glandular-verrugosas en la superficie inferior. La inflorescencia axilar, con 1-3 de flores, los sépalos redondeados, de 1 mm de largo, márgenes escasos; pétalos elípticos, de 5-6 mm de largo, blancos, a veces color rosa, estambres con filamentos aplanados, escasamente ciliados; carpelos 1-1,5 mm de alto, glabros. Las semillas comprimidas, de 4.5 mm de largo, lisas y negras.

## Taxonomía
La especie fue descrita por primera vez en el año 1834 por el botánico francés Achille Richard quien le dio el nombre de Erisotemon verrucosum, más tarde modificado a Eriostemon verrucosus. Fue transferida al género Philotheca por Paul G.Wilson en 1998.
Philotheca verrucosa fue descrita por (Achille Richard) Paul G.Wilson] y publicado en Voyage de découvertes de l'Astrolabe. .. Botanique pt. 2: Atlas t. 26, en el año 1833.
Sinonimia
- Eriostemon dolobratus Rchb.
- Eriostemon obcordatus A.Cunn. ex Hook.
- Philotheca verrucosa (A. Rich.) Paul G. Wilson[5]
- Eriostemon verrucosum orth. var. A.Rich.[1]